# Sovata
Sovata (bulgariska: Совата) är ett distrikt i Bulgarien.   Det ligger i kommunen Obsjtina Svisjtov och regionen Veliko Tărnovo, i den centrala delen av landet, 190 km nordost om huvudstaden Sofia.